# Scott Hunter-Russell
Scott Hunter-Russell, född 1 juni 1970, är en australisk bågskytt. Han deltog vid olympiska sommarspelen 1992 och olympiska sommarspelen 2000.